# Astetholea aubreyi
Astetholea aubreyi är en skalbaggsart som beskrevs av Thomas Broun 1880. Astetholea aubreyi ingår i släktet Astetholea och familjen långhorningar. Inga underarter finns listade.